# Давид, Генри
Генри Давид (Генрих Роландович; ивр. הנרי דוד‎) — израильский актёр

## Биография
Генрих Макаров родился в Азербайджане в семье актёров Лилии и Роланда Макаровых. У отца Генриха были армянские и еврейские корни (Тер-Макарян / Хейловский). Впоследствии актёр вспоминал: 
Мой отец, которого звали Роланд, назвал меня так в честь деда. Мой дед по отцовской линии армянин, а у армян принято называть детей всякими замысловатыми именами. Когда я родился, отец сказал моей матери, что если меня не назовут Генрихом, он уйдет из дома. Так что это был в своем роде ультиматум…
Когда ему было 17 лет, его отец погиб в автомобильной катастрофе. Генрих вырос в Москве и в возрасте 11 лет репатриировался с семьёй в Израиль. Получил среднее образование в школе искусств в Тель-Авиве, где и начал заниматься театром. Служил в ЦАХАЛе в театре ВВС Израиля. Ещё будучи ребёнком начал сниматься в телевизионных программах — «Эйн бэайя́» («Нет проблемы»), ведущий Дуду Топаз, и программах учебного телевидения по изучению языка иврит, записанных впоследствии на видеокассеты.
В 1999 году поступил в театральную студию Нисана Нати́ва. В 2001 начал работать в театре «Гешер», где был занят в спектаклях «Мастер и Маргарита», «Сон в летнюю ночь», «Женитьба Фигаро», «Вариации для театра с оркестром», «Дибук», «Мальчик и голубь», «Деревушка», «Анти», «Дон Жуан», «Примадонна», «Финита ла комедия» и т. д.
В 2007 году получил известность, сыграв с Гией Трауб, Евгенией Додиной и Люси Дубинчик в драматическом телесериале «Мерха́к негиа́» («Дотянуться рукой»), демонстрировавшемся на втором телеканале.
В 2008 году участвовал во втором сезоне фантастического сериала для молодёжи «ха-нефилим» («Аутсайдеры») на детском телеканале.
В 2009 году принял участие в третьем сезоне фантастического сериала «ха-и́» («Остров») на детском телеканале и сериале десятого канала «Нешо́т ха-таяси́м» («Жёны пилотов»).
В 2009 году исполнил главную роль в снятом на русском языке фильме «Олимпиус инферно». Его партнёршей по фильму была Полина Филоненко. Давид сыграл молодого энтомолога из США Майкла, едущего в Южную Осетию, для того чтобы снять фильм о редком виде ночных бабочек. В том же году он участвует в фильме «Киро́т» («Стены»), где исполняет роль преступника, репатрианта из СНГ.
В 2010 году Генри Давид, вместе с другой известной израильской русскоязычной актрисой Аней Букштейн, снялся в фильме «Бешенство» (ивр. כלבת‎ Калевет).
Живёт в городе Петах-Тиква. Женат, сына Михаэля назвал в честь Майкла Джексона. Дочь Дарья родилась летом 2011.

## Фильмография
1. 2006 — A Touch Away (TV)[англ.] — Зорик Минц
2. 2007 — Screenz — Даня
3. 2009 — Revivre — Альберт
4. 2009 — Тройка (сериал) — Миша
5. 2009 — Олимпиус инферно — Майкл
6. 2009 — Стены — Пётр
7. 2009 — Одиночки — сержант Гальперин
8. 2009 — Между строк (сериал) — Стас[8]
9. 2010 — Доброе утро, господин Фидельман
10. 2010 — Бешенство (2010) — Офер
11. 2015 — Повесть о любви и тьме — Полковник Ян
12. 2018 — Золотая Орда — Фёдор